# Jan Ladislav Dusík
Jan Ladislav Dusík (Dussek), (12. února 1760 Čáslav – 20. března 1812 Saint-Germain-en-Laye) byl český hudební skladatel a klavírista, který patří k nejvýznamnějším českým skladatelům a klavíristům působícím na přelomu 18. a 19. století v zahraničí. Jako skladatel je důležitým předchůdcem romantického hudebního stylu a jako interpret byl jednou z klíčových osobností vývoje moderní klavírní hry.

## Život

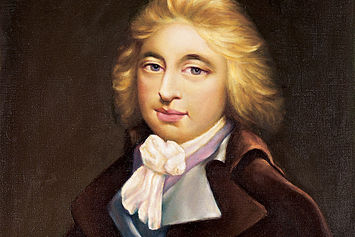
Jan Ladislav v mládí

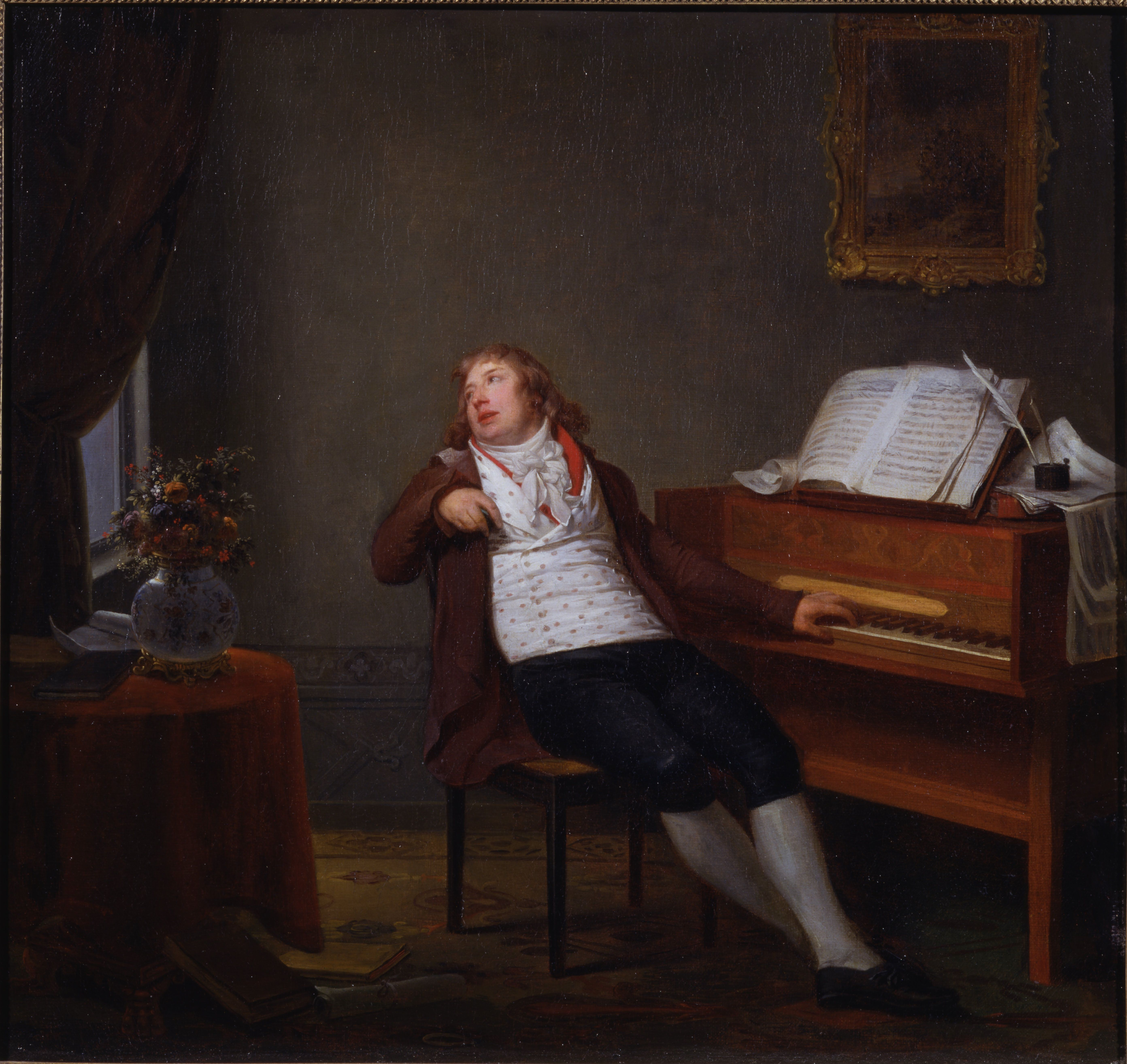
Jan Ladislav Dusík u piana, Henri-Pierre Danloux, 1795

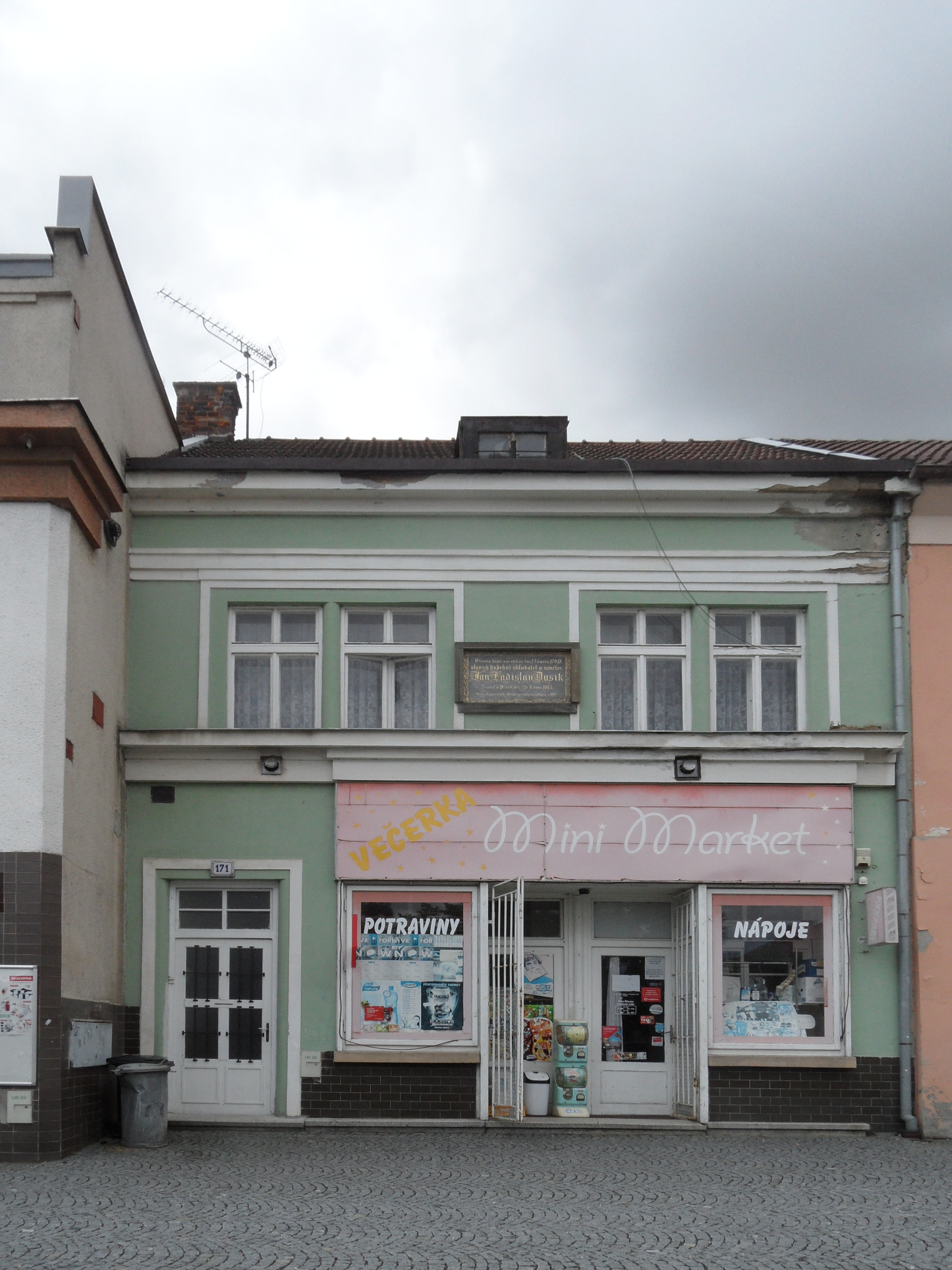
Rodný dům v Čáslavi

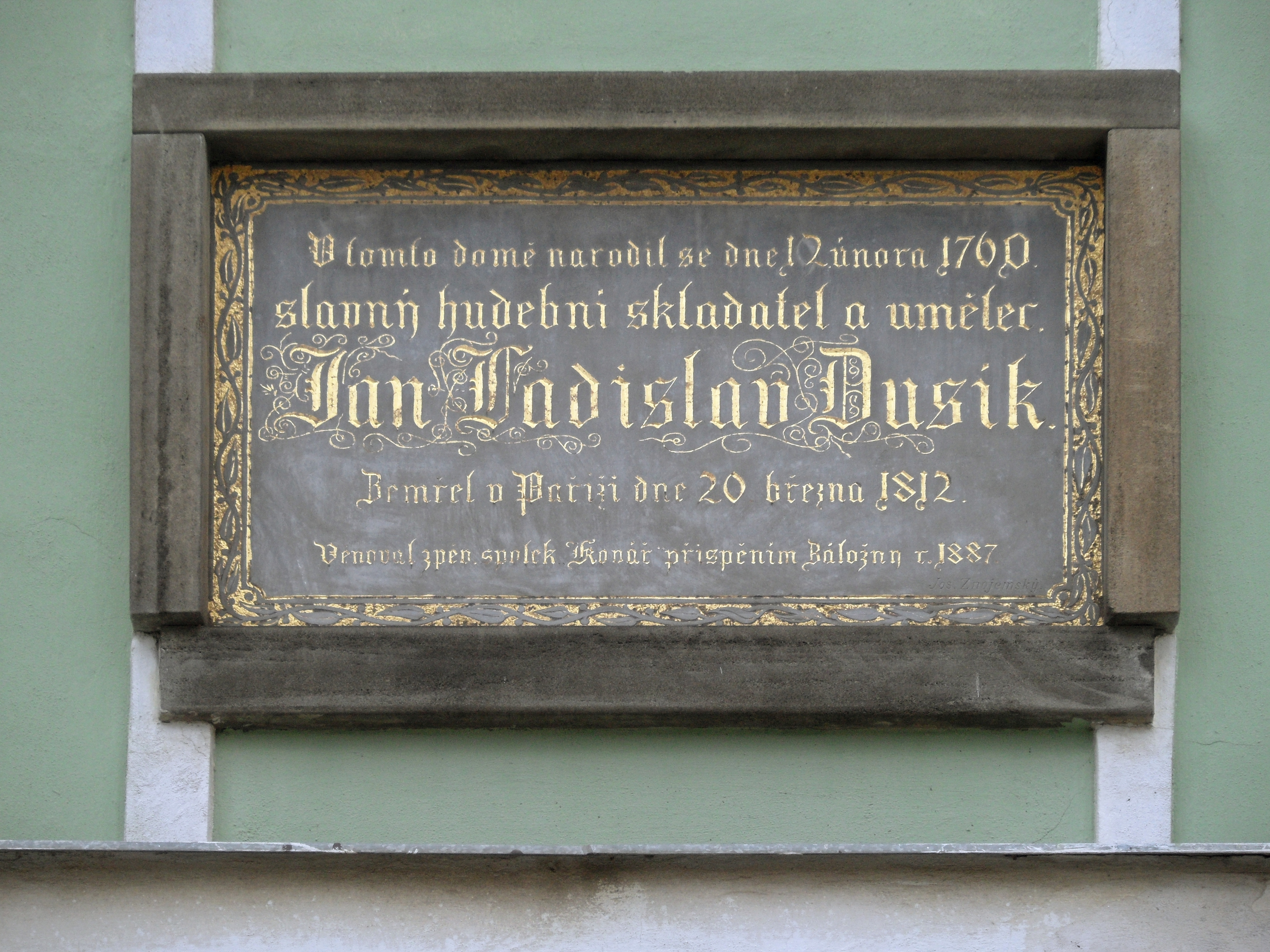
Pamětní deska v Čáslavi

Narodil se roku 1760 v Čáslavi v hudebnické rodině. Jeho otec Jan Dusík byl učitelem a varhaníkem v Čáslavi. Byl rovněž hudebním skladatelem, který získal úctu i např. Josepha Haydna. Matka Veronika byla výborná harfenistka a poskytla synovi první hudební vzdělání.
V sedmnácti letech Jan odešel do Jihlavy, kde získal odborné hudební školení u Ladislava Spinara, ředitele kůru u minoritů. Po něm patrně přijal druhé křestní jméno. Následoval pobyt v jezuitském semináři v Kutné Hoře. V Kutné Hoře přijal také místo varhaníka. Snad zamýšlel i vstoupit do kláštera ve Světlé nad Sázavou, rozhodl se však pro hudbu.
Vstoupil do služeb hraběte Männera a odcestoval s ním roku 1779 do Belgie. Tam se stal varhaníkem v chrámu svatého Romualda v Mechelenu (francouzsky Malines). Od roku 1780 pobýval v Holandsku jako varhaník a učitel hudby. Z této doby se datují jeho první dochované skladby. V roce 1783 se setkal v Hamburku s Carlem Philippem Emanuelem Bachem a tímto rokem začala také jeho hvězdná kariéra jako klavírního virtuosa. Jako jeden z největších klavíristů své doby procestoval takřka celou Evropu – Amsterodam, Hamburk, Petrohrad, Berlín, Paříž, Milán. Většina jeho cest byla spojena s neobvyklými dobrodružnými zvraty a peripetiemi. Při svém koncertním působení v Paříži se seznámil s českým harfenistou Janem Křtitelem Krumpholtzem, především pak s jeho manželkou a bývalou žačkou Annou-Marií. Ta v době dramatických událostí francouzské revoluce společně s Dusíkem uprchla do Londýna a Krumpholtz z nešťastné lásky 19. února 1790 ukončil svůj život skokem do Seiny.
Na útěku před revolucí se Jan Dusík na deset let usadil v Londýně. Zde se seznámil jak s ctitelem hudebního umění svého otce Josephem Haydnem či s Muzio Clementim, tak i s anglickým typem klavírní mechaniky (firma Broadwood), což ovlivnilo vývoj jeho kompozičního stylu. V roce 1792 se tu oženil s dcerou italského učitele zpěvu Sofií Corriovou, která byla virtuoskou na harfu a klavír. Jejich dcera Olivie se rovněž stala vynikající harfenistkou a klavíristkou. Se svým tchánem Domenicem Corrim založil hudební vydavatelství, ale to zkrachovalo a celá rodina musela před věřiteli uprchnout do Hamburku. Po vítězství admirálů Duncana a Onslowa nad Francii podřízeným holandským loďstem admirála de Wintera 11. října 1797 v námořní bitvě u Kamperduinu zkomponoval v Londýně skladbu The Naval Battle and Total Defeat of the Grand Dutch Fleet by Admiral Duncan on the 11th October 1797, vydanou v tchánově nakladatelství.
V roce 1793 pozval do Londýna svou sestru Kateřinu Veroniku, která zde působila jako učitelka hudby a klavírní virtuoska.
Znovu se věnoval koncertní dráze. V roce 1802 měl tři velmi úspěšné koncerty v Praze. Poté vstoupil do služeb pruského prince Ludvíka Ferdinanda (1772–1806) v Magdeburku a po jeho smrti v bitvě s Napoleonovým předvojem 10. října 1806 u Saalfeldu se roku 1807 odebral do Paříže na dvůr francouzského ministra zahraničí knížete Talleyranda. Zde také roku 1812 zemřel.

## Dílo
Dusík se ve své skladatelské tvorbě věnoval téměř výhradně svému nástroji – klavíru. Je autorem skladeb sólových klavírních koncertů a komorních děl s klavírem. Ostatním žánrům se věnoval jen sporadicky (zajímavá je např. opera Uvězněná na Špilberku). Dusíkova tvorba je v kvalitě nevyrovnaná. Vedle skladeb odpovídajících dobové konvenci a zakotvených ve výrazových prostředcích klasicismu je jeho význam dán především díly vzhledem k době vzniku značně novátorskými a silně předjímajícími romantický styl. Jde především o vrcholné programní klavírní sonáty a některé klavírní koncerty.
Za nejvýznamnější skladby lze považovat především čtyři programní klavírní sonáty:
- op. 44 Es dur – The Farewell (Loučení)
- op. 61 fis moll – Elégie harmonique sur la mort de son Altesse Royale le prince Louis Ferdinand de Prusse (Harmonická elegie na smrt jeho Královské Výsosti prince Ludvíka Ferdinanda Pruského),
- op. 70 As dur – Le retour à Paris (Návrat do Paříže)
- sonáta op. 77 f moll – L’invocation (Vzývání), poslední a zároveň asi vrcholné dílo autora

Z klavírních koncertů vynikají:
- g moll op. 50
- Es dur se sporným opusovým číslem 70
- koncert pro dva klavíry a orchestr B dur op. 63

Závažné a progresivní komorní skladby jsou např.:
- klavírní kvintet f moll op. 41
- dvě sonáty pro housle a klavír op. 69 (B dur, G Dur)
- klavírní kvartet Es dur op. 56

V těchto a některých dalších dílech je Dusíkův hudební jazyk značně svébytný, výraz romanticky vyhraněný a dosahuje vývojového stupně odpovídajícího již spíše romantickému hudebnímu stylu, přestože tato díla vznikla částečně ještě v posledních letech 18. a v prvním desetiletí 19. století.

## Problematika interpretace
Dusíkovo novátorství se týká všech parametrů hudebního vyjadřování. V harmonii Dusík používá složitých chromatických postupů, které jsou v době vzniku skladeb naprosto neobvyklé. Rytmické členění je charakteristické rafinovaným používáním synkop a tečkovaných rytmů, což vede místy až ke ztrátě pocitu těžké doby. Tohoto principu Dusík užívá k vytvoření zvláštního dramatického napětí. V klavírní sazbě autor dochází k postupům předjímajícím fakturu lisztovského i chopinovského typu. Dusík byl rovněž zřejmě první, kdo předepisoval a propracoval zápis použití pedálu.
Dnes je Dusíkova tvorba podle názoru některých znalců jeho díla v koncertním provozu nedoceněna. To možná souvisí s určitými zvláštními interpretačními nároky a s posluchačskou náročností danou mimo jiné značnou délkou vrcholných skladeb.
Zajímavým interpretačním problémem je stavba hudebních frází, která vzhledem k rytmické složitosti a synkopickým posunům může být chápána víceznačně. Snad nejmarkantnějším příkladem je 2. věta sonáty fis moll op. 61, kde je vždy jedno rytmické pásmo důsledně posunuto oproti metru o osminu. Osvědčuje se zde spíše cítění ve větších celcích při dodržení autorem předepsaného frázování, nikoliv drobná klasicistní interpunkce a ornamentika, kterou autor na některých místech skladeb v textu výslovně zakazuje („senza ornamenti“). Zvláštní pozornost při interpretaci vyžaduje také plasticita často polyfonní sazby, která je současně vybavena složitým harmonickým děním.
J. L. Dusík byl údajně první zaznamenaný klavírista, který praktikoval do té doby ještě neznámou hru bokem k obecenstvu, nikoli obrácen přímo či zády k němu.